# Barry Maister

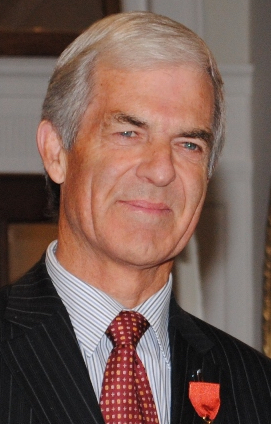
Barry Maister, 2012

Barry John Maister CNZM (* 6. Juni 1948 in Christchurch) ist ein neuseeländischer Olympiasieger im Hockey, der seit 2010 Mitglied des IOC ist.

## Leben
Maister nahm als Hockeyspieler an drei Olympischen Spielen teil: 1968 belegte das neuseeländische Team den siebten und 1972 den neunten Platz. 1976 siegte die neuseeländische Mannschaft und sorgte damit für eine von zwei Goldmedaillen für Neuseeland bei diesen Spielen, die andere gewann John Walker im 1500-Meter-Lauf. Maister war auch für die Olympischen Spiele 1980 nominiert, durfte aber wegen des Olympiaboykotts nicht teilnehmen. Insgesamt absolvierte Barry Maister 85 Länderspiele für Neuseeland.
Von 2000 bis 2010 war Barry Maister Generalsekretär des New Zealand Olympic Committee und betreute Neuseelands Sportler bei fünf Olympischen Spielen und drei Commonwealth Games. Auf seine Anregung hin wurde 2008 das Olympische Museum in Wellington eröffnet. Daneben war und ist Maister auch im ONOC aktiv, dem Verband der ozeanischen Olympischen Komitees. 2010 wurde Maister in das IOC gewählt. Dort gehörte er der Evaluierungskommission für die Olympischen Winterspiele 2018 an.
Seit 2012 ist Maister Offizier und seit 2020 Companion des New Zealand Order of Merit.